# ロングピッグス
ロングピッグス（Longpigs）は、イギリスのロック・バンド。1993年にシェフィールドにて結成。

## 来歴
バンドは結成後、エレクトラ・レコードと契約するが、デビュー・シングルのリリース直前にフロントマンのクリスピン・ハントが交通事故により3日間意識不明の重態に陥る。バンドの将来を重く見たレーベル側はバンドに50万ポンドを支払い、レコード契約を破棄した。
その後、クリスピンが快方に向かい、U2が新しく設立したレコード・レーベルであるマザー・レコードと契約したバンドは精力的にツアーを敢行。エコーベリーやスーパーグラス、レディオヘッドらのオープニングアクトを務めるなど徐々に名前が知られるようになり、1995年にはレディング・フェスティバルにも出演。翌年4月にデビュー・アルバムである『ザ・サン・イズ・オーフン・アウト』をリリースし、全英26位を記録。ブリットポップ全盛期ながらグランジからの影響が色濃いノイジーかつ叙情的なギターロックを展開した同作は賞賛され、『Q』誌や『メロディ・メイカー』らの年間50ベストに選出される。
1999年10月に3年半ぶりとなるセカンド・アルバム『モービルホーム』をリリースし、全英33位を記録。程なくドラマーのディー・ボイルがバンドを脱退し、マザー・レコードも2000年に倒産。バンドは解散を余儀なくされる。ギタリストのリチャード･ハーレイはパルプのツアーにサポートとして参加し、その後はソロのシンガーソングライターとして成功を収めている。
2013年にシングル曲とアルバム曲、B面曲等を収録したコンピレーション・アルバム『On and On: The Anthology』がリリースされるなど、解散後もファンからの根強い支持が窺える。

## ディスコグラフィ

### スタジオ・アルバム
- 『ザ・サン・イズ・オーフン・アウト』 - The Sun Is Often Out (1996年) ※全英26位[1]
- 『モービルホーム』 - Mobile Home (1999年) ※全英33位[1]

### コンピレーション・アルバム
- 『ON AND ON : THE ANTHOLOGY』 - On and On: The Anthology (2013年）

### シングル
- "She Said" (1995年) ※全英67位
- "Jesus Christ" (1995年) ※全英67位
- "Far" (1996年) ※全英37位
- "On and On" (1996年) ※全英16位
- "She Said" (1996年) ※全英16位
- "Lost Myself" (1996年) ※全英22位
- "Blue Skies" (1999年）) ※全英21位
- "The Frank Sonata" (1999年) ※全英57位